# San Bartolomé de Pinares
San Bartolomé de Pinares est une commune de la province d'Ávila dans la communauté autonome de Castille-et-León en Espagne.

## Géographie
Ce village,
très proche se trouve Cebreros, où Adolfo Suárez est né, se trouve dans la tierra de pinares, sur les pentes de la vallée du Gaznata, un petit fleuve qui coule jusqu'au réservoir du Burguillo.
Les montagnes de la Paraméra sont une attraction pour les randonneurs.

## Administration
| Période                                  | Période | Identité | Étiquette | Qualité |
| ---------------------------------------- | ------- | -------- | --------- | ------- |
|                                          |         |          |           |         |
| Les données manquantes sont à compléter. |         |          |           |         |